# Cătălin Cioabă
Cătălin Cioabă (n. 1970) este autor român, editor și traducător de filozofie germană. A absolvit Facultatea de Litere (1995) și Facultatea de Filozofie (1997). Doctor în filozofie al Universității din București (2005). A urmat stagii de studii și de cercetare la Viena, Freiburg, München, Heidelberg, Berlin și Paris. A fost bursier al Fundației Humboldt (2003–2004) și cercetător la Institutul de Filozofie al Universității din Viena (2007–2009). În prezent este lector la Facultatea de Filozofie a Universității din București și vicepreședinte executiv al Fundației Humanitas-Aqua Fortedin București. 

## Cărți
- Timp și temporalitate, Humanitas, 2000.
- Jocul cu timpul. Ontologia temporală a lui Martin Heidegger, Humanitas, 2005 (Radio et Revelatio, 2024)
- Filozoful și umbra lui, Humanitas, 2013.
- Scrisoare din Tenerife. Povestea unei călătorii dincolo de închipuire, Humanitas, 2022.

## Traduceri
- Otto Pöggeler, Drumul gândirii lui Heidegger, Humanitas, 1998.
- Martin Heidegger, Conceptul de timp, Humanitas, 2000.
- Martin Heidegger, Ființă și timp (în colaborare cu Gabriel Liiceanu), Humanitas, 2003.
- Martin Heidegger, Prolegomene la istoria conceptului de timp, Humanitas, 2005.
- Martin Heidegger, Metafizica lui Nietzsche (în colaborare cu Ionel Zamfir), Humanitas, 2005.
- Walter Biemel, Heidegger (în colaborare cu Thomas Kleininger), Humanitas, 2006.
- Martin Heidegger, Despre miza gândirii (în colaborare), București, Humanitas, 2007.
- Martin Heidegger - Hannah Arendt, Corespondenta 1925-1975 (în colaborare cu Catrinel Pleșu), București, Humanitas, 2007
- Ludwig Wittgenstein, Jurnale 1914-1916, București, Humanitas, 2010.
- Ludwig Wittgenstein, Scrisori despre Tractatus, București, Humanitas, 2012.
- Ludwig Wittgenstein, O privire filozofică. (Așa-numitul „Caiet brun“) (în colaborare cu Mircea Flonta), Humanitas, 2018.

## Ediții
- Liber amicorum. Studii și eseuri în onoarea lui Gabriel Liiceanu (volum aniversar în colaborare cu Bogdan Mincă), ZetaBooks, 2012
- Mărturii despre Eminescu, Humanitas, 2013.
- Mihai Eminescu, Poezii (ediție adnotată), Humanitas, 2014.
- Mihai Eminescu, Versuri din manuscrise (în colaborare cu Ioana Bot), Humanitas, 2016.
- Mihai Eminescu, Publicistică literară (în colaborare cu Ioan Milică), Humanitas, 2018.
- Muzica gândirii. Gabriel Liiceanu în dialog cu prietenii săi (în colaborare cu Grigore Vida), Humanitas, 2022.